# 钟花蓼
钟花蓼（学名：Polygonum campanulatum），为蓼科蓼属下的一个种。

## 扩展阅读
維基物種上的相關：钟花蓼